# Tim Thoelke

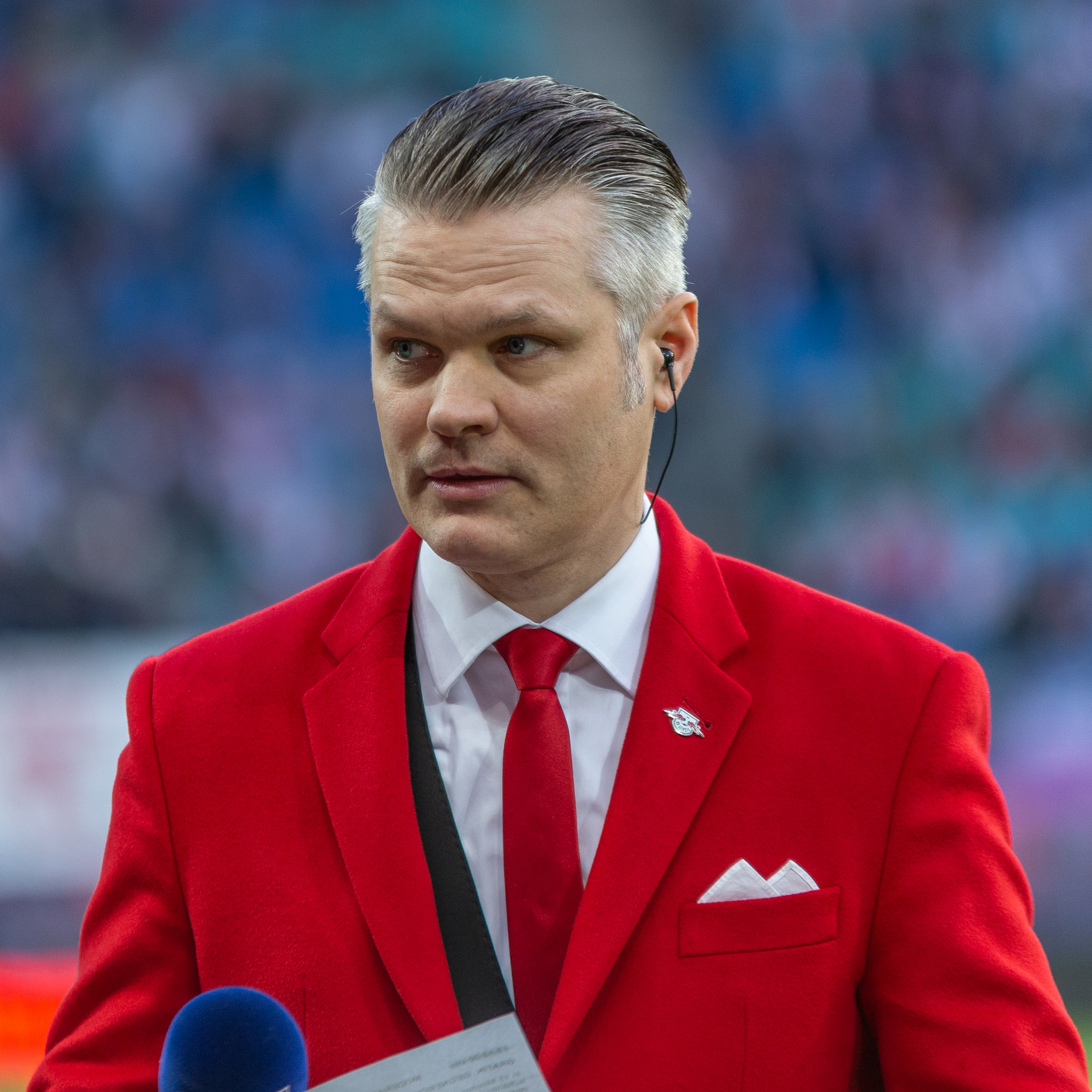
Tim Thoelke, 2019

Tim Thoelke (* 8. April 1972 in Hannover, bürgerlich Tim Hespen) ist ein deutscher Musiker, DJ, Autor und Moderator.

## Leben
Tim Thoelke wuchs in Mellendorf auf und zog im Alter von 15 Jahren nach Hannover. Von 1990 bis 2003 war er als Musiker in mehreren Projekten aktiv. Er spielte in der Punkband The Devil in Shorts mit Sven Amtsberg und war Frontsänger und Gitarrist der Band Systemhysterie, die er im Jahr 1996 mit begründete. Während dieser Zeit begann er, als DJ aufzutreten, unter anderem im hannoverschen Club Béi Chéz Heinz.
Er lebt seit 2002 in Leipzig. Neben zahlreichen DJ-Auftritten in der Stadt arbeitete er als Resident-DJ im Tanzcafé Ilses Erika. Im Jahr 2004 entwickelte er dort das monatliche Quizshow-Format Riskier Dein Bier!, welches von 2008 bis 2020 bei Leipzig Fernsehen übertragen wurde. Im Jahr 2011 erfolgte der Umzug von Riskier Dein Bier! in die Leipziger Moritzbastei, wo er seit 2010 gemeinsam mit Julius Fischer den monatlichen Song Slam veranstaltet. Für Leipzig Fernsehen konzipierte er weitere Formate, unter anderem Tim im Turm, Tim Thoelkes Nachtimbiss und Thoelkes Hausbesuch, wofür er im Jahr 2012 mit dem sächsischen Leistungspreis Lokal-TV ausgezeichnet wurde.
Seit Juli 2011 ist er Stadionsprecher von RB Leipzig.
Von April bis August 2012 wurden beim Internetradio-Sender Absolut Radio 19 Folgen von Tim Thoelkes Vinyl Revue ausgestrahlt.
Im Januar 2014 veranstaltete er die erste Comedy Roast Show im Neuen Schauspiel Leipzig. Gäste der ersten Ausgabe waren unter anderem Sebastian Krumbiegel, Ralf Donis (Ex-Sänger der Band Think About Mutation), André Herrmann und The Fuck Hornisschen Orchestra. Seit 2018 erscheint die Show bei der MDR-SPASSZONE, dem Online-Comedy-Format des MDR. Mit über 2,3 Millionen Aufrufen bei YouTube ist der Roast von Felix Lobrecht der bisher erfolgreichste der Reihe.
Am 12. September 2017 veröffentlichte Thoelke in Zusammenarbeit mit Julius Fischer den Fansong "Wir sind die Crew (von RB Leipzig)".
Am 9. April 2021 erschien Tim Thoelkes Debüt-Solo-Album Böse See, ein Konzeptalbum über das Meer und die Seefahrt. Auf dem Album befindet sich mit Der letzte Tote der Erebus auch ein Lied über die Erebus, eines der beiden Schiffe der gescheiterten Franklin-Expedition.
Ende Mai 2021 erschien in Zusammenarbeit mit dem Fotografen Enrico Meyer sein erstes Buch "Junge Liebe" als Hommage an die Fans von RB Leipzig.

## Werk
- Junge Liebe: Fans von RB Leipzig. PANTAURO, 2021, ISBN 978-3-7105-0065-7
- Böse See. Noise Appeal Records, 2021, Rough Trade Distribution